# Proces starzenia się

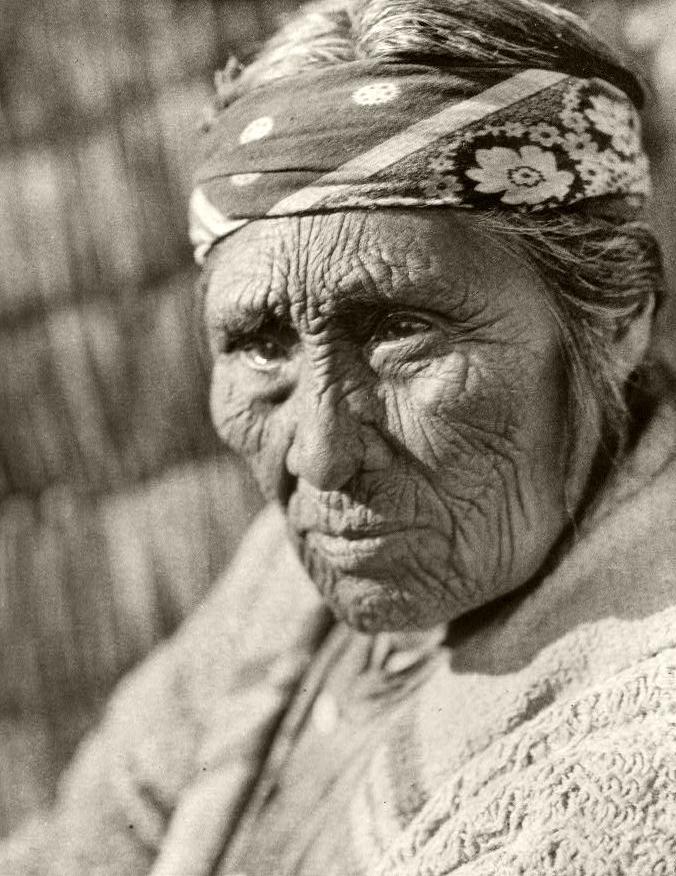
Zmarszczki na skórze są widoczną oznaką starości – staruszka należąca do plemienia Klamatów (Oregon, 1924, fot. E.S. Curtis)

Starzenie się – zmniejszenie zdolności do odpowiedzi na stres środowiskowy, które pojawia się w organizmach wraz z upływem czasu, naturalne i nieodwracalne nagromadzenie się uszkodzeń wewnątrzkomórkowych, przerastające zdolności organizmu do samonaprawy. Starzenie się powoduje utratę równowagi wewnętrznej organizmu, co zwiększa ryzyko wystąpienia chorób. Prowadzi do upośledzenia funkcjonowania komórek, tkanek, narządów i układów, zwiększa podatność na choroby (np. choroby krążenia, Alzheimera, nowotwory), wreszcie prowadzi do śmierci.
Nauka zajmująca się starzeniem to gerontologia. Gerontologii nie należy mylić z geriatrią, która jest nauką o chorobach wieku podeszłego.
Charakterystyczne objawy starzenia:
- utrata masy mięśni i kości,
- zanik komórek funkcjonalnie czynnych różnych narządów i zastępowanie ich przez tkankę łączną (stłuszczenie wątroby),
- przekształcenie budowy i czynności skóry prowadzące do osłabienia jej roli jako bariery ochronnej organizmu,
- pogorszenie ostrości wzroku i słuchu,
- wydłużony czas reakcji powodowany spadkiem średniej szybkości przewodzenia w komórkach ze 100% w wieku 40 lat do 85% powyżej 80. roku życia,
- spadek podstawowej przemiany materii ze 100% w wieku 40 lat do ok. 80% powyżej 80. roku życia, upośledzenie czynności wątroby, spadek aktywności enzymów,
- procentowy wzrost zawartości tłuszczu w organizmie, a spadek zawartości wody,
- zmniejsza się produkcja kolagenu i elastyny w skórze, po 40. roku życia nawet o 30%,
- spadek maksymalnej pojemności wydechowej ze 100% w wieku ok. 30 lat do ok. 40% powyżej 80. roku życia,
- spadek przepływu nerkowego osocza ze 100% w wieku ok. 30 lat do ok. 50% powyżej 80. roku życia; zmniejsza się też przepływ krwi przez inne narządy,
- obniżenie kwasowości soku żołądkowego,
- zmniejszenie perystaltyki jelitowej,
- zmniejszenie powierzchni całkowitej błon śluzowych przewodu pokarmowego, a co za tym idzie zmniejsza się wchłanianie z jelit,
- obniżenie stężenia albumin w osoczu.

Wpływ środowiska może znacznie zmienić długość życia większości organizmów. Usunięcie negatywnych czynników z otoczenia oraz zmiany w fizjologii mogą znacznie wydłużyć oczekiwany wiek, w którym dany osobnik umrze ze starości. Przykładem może być wydłużenie życia ludzi w XX wieku oraz eksperymenty dokonane na długowiecznych nicieniach.
Okres starzenia trudno jest precyzyjnie oddzielić od rozwoju z uwagi na zapętlenie i nierozłączność tych procesów.

## Biologia starości

### Starość i rozmnażanie
Starzenie dotyczy organizmów, których geny zapewniają sobie przetrwanie poprzez wytwarzanie potomstwa w procesie zapłodnienia. Kiedy dość organizmów potomnych osiągnie już dojrzałość, to życie rodziców traci znaczenie w procesie replikacji genów.
Jeżeli przetrwanie poszczególnych genów możliwe jest przez oddzielenie się od macierzystego osobnika identycznej genetycznie części organizmu lub podział, to starzenie się nie ma miejsca. Nowe osobniki powstające po podziale są identyczne. Żadnego z nich nie można zakwalifikować jako rodzica ani jako dziecka. Nie da się określić wieku takiego organizmu.
Niewielki procent ziemskich organizmów stanowi wyjątek przeczący sformułowaniom zawartym w dwóch powyższych akapitach.
Wiele organizmów żyjących w naturze podlega tak silnej presji otoczenia, że giną jeszcze przed pojawieniem się oznak starości.

### Wpływy środowiskowe kontra geny
Na proces określonego przez geny starzenia się wpływają często szkodliwe czynniki środowiskowe: np. „starzenie się” skóry w wyniku działania słonecznego promieniowania ultrafioletowego czy „starzenie się” płuc pod wpływem toksyn zawartych w zanieczyszczonym powietrzu lub dymie tytoniowym.

### Różne teorie na temat procesu starzenia
Proces starzenia się jest bardzo złożony. Jego źródła leżą w wielu różnych mechanizmach. Starzenie dotyczy prawdopodobnie wszystkich organizmów wielokomórkowych, choć istnieją organizmy wielokomórkowe u których nie obserwuje się starzenia. Proces jest zależny od działania genów oraz wpływu otoczenia na organizm.
Wszystkie teorie starzenia można podzielić na opierające się na zaprogramowanej śmierci oraz na kumulacji błędów. Teorie zaprogramowanej śmierci zakładają, że czas życia organizmu jest odliczany przez biologiczne zegary. Kiedy zegary odliczą pewną liczbę włącza się proces samobójczej śmierci organizmu. Teorie kumulacji błędów winą za proces starzenia obarczają negatywny wpływ środowiska. Czynniki mutagenne powodują błędy w kopiowaniu genów, które kumulują się dzięki przenoszeniu do kolejnych pokoleń komórek. W pewnym momencie procent błędów przekracza pewien poziom i organizm nie potrafi ich już naprawić, co doprowadza do śmierci.

### Teorie ewolucyjne
Teorie ewolucyjne występują w dwóch postaciach. Ewolucjoniści postulujący teorię doboru grupowego traktują starzenie się jako altruistyczny czyn jednostki. Naukowcy opierający swoje hipotezy na teorii samolubnego genu wskazują na starzenie się jako nieuchronny skutek rozmnażania płciowego.

#### Altruistyczne samobójstwo
Zgodnie z teorią doboru grupowego podstawową jednostką podlegającą doborowi naturalnemu jest grupa osobników. Jeżeli organizmy nie przemieszczają się zanadto, każdy z osobników może zakładać, że jego sąsiedzi należą do tej samej grupy wewnątrz gatunku. Jeżeli osobnik umrze ze starości, pozostawi zasoby środowiska dla młodszych organizmów, których materiał genetyczny podległ mniejszej liczbie mutacji. Jednocześnie młodzież ma większe szanse na udane wychowanie potomstwa. Wobec tego faktu stary osobnik altruistycznie poświęca się aktywując w sobie geny samobójczej śmierci ze starości. Oczywiście decyzja o samobójstwie nie jest podejmowana świadomie, lecz na poziomie komórkowym. Osobniki działające altruistycznie rozprzestrzeniają się w otoczeniu, bo młodsze osobniki z tą samą cechą mogą wydać więcej potomstwa. Altruistyczna śmierć ze starości staje się powszechna.

#### Geny porzucają organizm
Zgodnie z teorią samolubnego genu, podmiotem ewolucji są pojedyncze geny. Geny zawierają plany budowy organizmów, które rozmnażając się tworzą repliki tych genów. Gen zwiększający szanse na swoją replikację jest preferowany przez dobór naturalny. Staje się powszechny w środowisku.
Jeżeli organizm rozmnaża się przez podział lub wegetatywnie, to geny dążą do jak najdłuższego przetrwania każdego jego fragmentu. Wynika to z faktu, że prawie każda komórka takiej istoty żywej może rozpowszechnić geny w środowisku. Organizm potomny jest kawałkiem organizmu rodzicielskiego. Niektóre fragmenty rodzica, które przeszły do potomka, mogą być starsze lub młodsze. Pojęcie wieku dla takich organizmów nie ma większego sensu. W takiej sytuacji zjawisko starości nie występuje, bo dobór naturalny preferuje geny zwiększające przeżycie każdego kawałka swojego organizmu. Geny letalne, powodujące śmierć fragmentu organizmu, zostają wyeliminowane, bo doprowadzają zawsze do obniżenia szansy swojej replikacji.
Kiedy organizm ma w cyklu rozwojowym fazę zapłodnienia, geny dążą tylko do wytworzenia jak największej liczby komórek rozrodczych. U niektórych organizmów dodatkowo dbają też o wychowanie potomstwa do odpowiedniego wieku. Geny organizmów przechodzących fazę zapłodnienia aktywują się w określonym czasie mierzonym od tego momentu, co pozwala na budowę bardzo złożonych organizmów.
Geny letalne aktywujące się w młodym wieku dobór naturalny szybko eliminuje. Dzieje się tak, bo nie pojawiła się jeszcze odpowiednia liczba potomstwa. Jednak wraz z każdym kolejnym wydanym potomkiem presja ewolucyjna na geny letalne spada. Te aktywujące się w wieku podeszłym nie są już tak szybko usuwane przez dobór naturalny. Geny letalne aktywne na starość rozpowszechniają się w środowisku, bo ich posiadacz ma już dzieci, które noszą te geny w sobie. Co więcej, niektóre geny korzystne w młodości na starość stają się letalne, co zwiększa ich szansę przetrwania.
Dla każdego organizmu przechodzącego fazę zapłodnienia pojawia się pewien wiek, kiedy szansa aktywacji genów letalnych gwałtownie rośnie i to staje się biologiczną granicą ich maksymalnego wieku. Nieśmiertelne geny zapewniły już sobie przetrwanie, więc mogą porzucić i tak śmiertelny organizm na pastwę środowiska.
Charakter procesu ewolucji powoduje, że z pewnym prawdopodobieństwem może się pojawić organizm zaprzeczający przedstawionej powyżej zasadzie ogólnej.

### Starość i modyfikacja DNA
Ostatnie eksperymenty na nicieniach z gatunku Caenorhabditis elegans pokazały, że starzenie po części regulują geny. Dzięki inżynierii genetycznej udało się dwukrotnie wydłużyć średni czas życia tego organizmu. Okazało się, że niektóre mutacje insulinopodobnego czynnika wzrostu w nicieniach, pchłach oraz myszach powodują spowolnienie procesu starzenia.

### Starzenie na poziomie komórki
Kolejnym obszarem badawczym nad problemem zaprogramowanej śmierci stały się telomery. Telomery przez swoją zdolność do skracania się podczas każdego podziału komórki, mogą wpływać na powolne starzenie się całego organizmu.

### Wolnorodnikowa teoria starzenia
Postuluje się, że postępująca niewydolność molekularnych mechanizmów chroniących przed wolnymi rodnikami powstającymi stale w komórkach organizmu może być kolejnym czynnikiem przyspieszającym starzenie. Negatywne działanie wolnych rodników na błony komórkowe może powodować pogarszanie się kondycji komórek.
Wolne rodniki to atomy lub cząsteczki zdolne do samodzielnego istnienia, mające jeden lub więcej niesparowanych elektronów. Dzięki temu rodniki są nietrwałe i bardzo aktywne chemicznie. W organizmach żywych mogą one powstawać w reakcji enzymatycznych lub spontanicznie. Najczęściej występującymi wolnymi rodnikami w organizmach żywych są reaktywne formy tlenu (RFT), czyli:
- tlen singletowy,
- ozon,
- rodnik wodoronadtlenkowy,
- anionorodnik ponadtlenkowy,
- rodnik hydroksylowy,

Równie ważny jest nadtlenek wodoru, reaktywna forma tlenu która nie jest wolnym rodnikiem, ale odgrywa istotną rolę w procesach oksydacyjnych powstawania wolnych rodników. Nadtlenek wodoru powstaje w wyniku redukcji tlenu cząsteczkowego lub w wyniku dysmutacji rodnika ponadtlenkowego przez SOD. Redukowany jest przez katalazę do wody i zwykłego tlenu cząsteczkowego. Czas połowicznego rozpadu jest uzależniony od aktywności katalazy i peroksydazy glutationowej, dlatego jego czas trwania jest na tyle długi, że może przenikać przez błony komórkowe i „wędrować” po całym organizmie.
Prekursorem kaskady reakcji wolnorodnikowych jest anionorodnik ponadtlenkowy, O−
2•
. Powstaje on w wyniku jednoelektronowej redukcji tlenu cząsteczkowego. Jest produktem końcowym lub pośrednim wielu reakcji enzymatycznych. Rodnik hydroksylowy jest najbardziej niebezpieczny dla ludzkiego organizmu.
Głównym źródłem rodników hydroksylowych w organizmie jest reakcja Habera-Weissa o sumarycznym zapisie:
H
2O
2 + O−
2•
 → OH•
 + OH−
 + O
2
w której etapem generującym rodniki hydroksylowe jest reakcja Fentona:
H
2O
2 + Fe2+
 → OH•
 + OH−
 + Fe3+

Żelazo(III) odtwarzane jest w reakcji z anionorodnikiem ponadtlenkowym (pełni więc rolę katalizatora):
Fe3+
 + O−
2•
 → Fe2+
 + O
2
Wolnorodnikowa teoria starzenia się opiera się na sprawności reakcji łańcucha oddechowego. Z wiekiem jego sprawność jest coraz niższa, czego skutkiem jest wzmożona produkcja anionorodników ponadtlenkowych O−
2•
, które same inicjują łańcuch reakcji wolnorodnikowych lub z których to powstają rodniki hydroksylowe. W wyniku reakcji wolnorodnikowych RFT ze związkami organicznymi powstają związki chemiczne o nieznanej strukturze i własnościach biochemicznych, które mogą być przyczyną powstania wielu patologii.
Stany chorobowe, w których etiologii lub przebiegu udokumentowano uczestnictwo RFT:
- choroba nowotworowa; mechanizm w sferze hipotez
- miażdżyca
- zawał mięśnia sercowego
- katarakta
- ostra niewydolność oddechowa
- choroba Parkinsona
- reumatoidalne zapalenie stawów
- rozedma płuc
- choroby neurologiczne.

### Teorie związane z systemem odporności
Niektórzy badacze uważają, że mechanizm starzenia został wbudowany w żywe organizmy, aby chronić je przed rakiem. W zmianach nowotworowych pierwszym stadium rakowacenia jest przełamanie przez komórki górnej blokady ilości podziałów. Komórki rakowe są wieczne, gdyby tylko organizm nie zmarł, mogłyby się dzielić w nieskończoność.

### Dodatkowe informacje
Przedwczesna śmierć owcy Dolly na skutek przedwczesnego starzenia może rzucić nowe światło na związek starości oraz klonowania kręgowców.
Istnieje bardzo rzadki zespół zaburzeń genetycznych nazywany progerią. Powoduje ona gwałtowny proces starzenia, który rozpoczyna się już w dzieciństwie. Osoby chorujące na progerię dożywają zwykle zaledwie kilkunastu lat i umierają z powodu powikłań miażdżycowych. W numerze Nature z maja 2003 roku opisano prawdopodobne przyczyny progerii Hutchinsona-Gilforda: jest to dziedzicząca się w sposób autosomalny dominujący, mutacja w położonym na chromosomie 1 genie LMNA kodującym laminę A – białko stabilizujące błonę otaczającą jądro komórkowe. Mutacja ta powoduje zaburzenia w strukturze i funkcjach jądra komórkowego.

## Psychologia starości
Zagadnieniem tym zajmuje się psychogeriatria – dziedzina badająca zjawiska psychiczne i biologiczne, zaczynające się po 50. roku życia, a występujące głównie u osób w wieku senioralnym. Specyficzne dla starości zjawiska biopsychiczne to zmniejszenie elastyczności struktur poznawczych i adaptacji, możliwości kontaktowania się z otoczeniem, wzrost poczucia izolacji społecznej, a także nawarstwione kryzysy psychiczne – utrata partnera życiowego, syndrom opuszczonego gniazda, lęk przed przyszłością, negatywny bilans życia. Zacierają się granice między normą i patologią, będące wyrazem zmienionego rozumienia rzeczywistości, co implikuje liczne objawy psychopatologiczne.
Psychologia starości stawia przed sobą następujące zadania:
- badanie stopnia wydajności i możliwości obciążenia seniorów,
- poszukiwanie możliwości terapeutycznych wpływania na proces starzenia się,
- kształtowanie odpowiedniego otoczenia.

## Starość i społeczeństwo

### Demografia

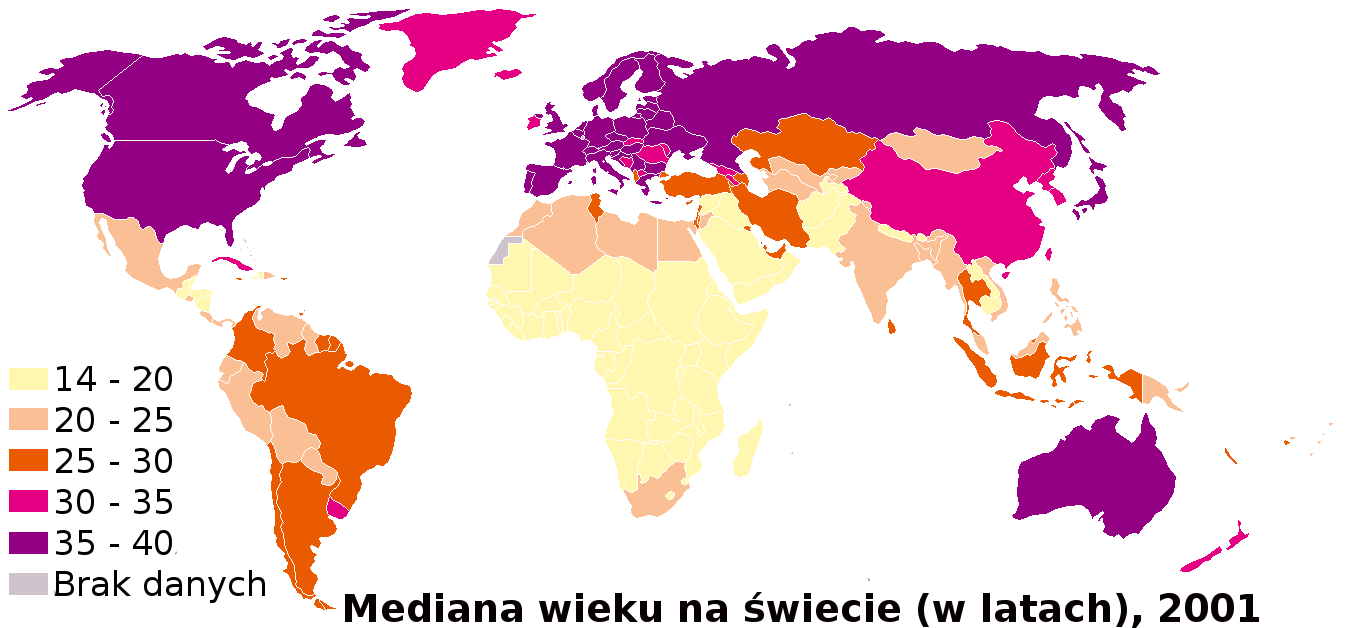
Mediana wieku na świecie

W większości współczesnych społeczeństw obserwuje się ich starzenie. Liczba narodzin
maleje i proporcjonalny udział ludzi starych, poza okresem produktywności rośnie. Powoduje to problemy
finansowe systemów emerytalno-rentowych.

### Cywilizacja
Badania aktów zgonów w USA wykazały, że istnieje szereg czynników powodujących przedwczesne starzenie się oraz doprowadzających do śmierci Amerykanów:
- nałogowe używanie tytoniu (18,1% zgonów),
- zła dieta oraz brak ćwiczeń (16,6%),
- alkohol (3,5%).

Szybki rozwój cywilizacji powoduje pojawienie się czynników wydłużających średnią długość życia całej populacji. Jednak osoby podatne na otyłość lub łatwo ulegające nałogom stają się ofiarami rozwoju. Ich średnia długość życia staje się krótsza niż dla reszty społeczeństwa.